# دنيس غرين
دنيس غرين (بالإنجليزية: Dennis Green) هو لاعب كرة قدم أمريكية ولاعب كرة القدم الكندية أمريكي، ولد في 17 فبراير 1949 في هاريسبرج في الولايات المتحدة، وتوفي في 22 يوليو 2016 في سان دييغو في الولايات المتحدة بسبب نوبة قلبية.

## وصلات خارجية
- الموقع الرسمي